# Первослав
Пе́рвослав Мутими́рович (серб. Првослав Мутимировић) или Прибислав — сын сербского князя Мутимира и правитель Сербского княжества. Правил государством непродолжительное время вместе со своими братьями Браном и Стефаном с 891 по 892. Первослав пытался наладить отношения и заключить союз с Болгарским царством, но был устранён от власти двоюродным братом Петаром Гойниковичем, поддерживаемым Византией. Первослав вместе с братьями Браном и Стефаном бежал в Хорватию. Его дальнейшая судьба неизвестна.
Между 921 и 924 на престоле Сербии находился сын Первослава Захарий.

## Брак и дети
- Имя жены Первослава не известно. Сын:
  - Захарий Первославлевич, правитель Сербии